# Томастон (Нью-Йорк)
Томастон (англ. Thomaston) — селище (англ. village) в США, в окрузі Нассау штату Нью-Йорк. Населення — 2759 осіб (2020).

## Географія
Томастон розташований за координатами 40°47′15″ пн. ш. 73°42′54″ зх. д. / 40.78750° пн. ш. 73.71500° зх. д. (40.787532, -73.715105).  За даними Бюро перепису населення США в 2010 році селище мало площу 1,06 км², уся площа — суходіл.

## Демографія
Згідно з переписом 2010 року, у селищі мешкало 2617 осіб у 958 домогосподарствах у складі 711 родини. Густота населення становила 2479 осіб/км².  Було 1004 помешкання (951/км²).
Расовий склад населення:
| - 66,8 % — білих - 28,0 % — азіатів - 1,1 % — чорних або афроамериканців - 0,1 % — корінних американців - 1,5 % — осіб інших рас |

До двох чи більше рас належало 2,5 %. Частка іспаномовних становила 5,2 % від усіх жителів.
За віковим діапазоном населення розподілялося таким чином: 25,6 % — особи молодші 18 років, 58,0 % — особи у віці 18—64 років, 16,4 % — особи у віці 65 років та старші. Медіана віку мешканця становила 43,5 року. На 100 осіб жіночої статі у селищі припадало 89,9 чоловіків;  на 100 жінок у віці від 18 років та старших — 85,0 чоловіків також старших 18 років.
Середній дохід на одне домашнє господарство  становив 173 385 доларів США (медіана — 115 625), а середній дохід на одну сім'ю — 207 942 долари (медіана — 152 500). Медіана доходів становила 112 000 доларів для чоловіків та 73 750 доларів для жінок. За межею бідності перебувало 6,3 % осіб, у тому числі 9,5 % дітей у віці до 18 років та 4,3 % осіб у віці 65 років та старших.
Цивільне працевлаштоване населення становило 1205 осіб. Основні галузі зайнятості: освіта, охорона здоров'я та соціальна допомога — 29,2 %, науковці, спеціалісти, менеджери — 17,5 %, фінанси, страхування та нерухомість — 13,4 %.